# Панофка, Теодор
Теодор Сигизмунд Панофка (нем. Theodor Sigismund Panofka; 25 февраля 1800, Бреслау — 20 июня 1858, Берлин) — германский археолог, филолог и искусствовед, педагог, научный писатель. Фактический основатель научного исследования древнегреческой керамики и Германского археологического института. Брат скрипача Генриха Панофки.
С 1819 года изучал классическую филологию в Берлинском университете. В 1823 году отправился в Рим и год спустя — вместе с художником Отто Магнусом фон Штакельбергом, писателем-искусствоведом и коллекционером Августом Кестнером и исследователем античного искусства Эдуардом Герхардом — основал Гиперборейско-римское общество (нем. Hyperboreisch-römische Gesellschaft)), обычно именуемое просто «Гиперборейцами»: неформальное объединение североевропейских ученых, изучавших в Риме руины периода античности. В Риме Панофка своей работой привлёк внимание герцога де Блакаса, французского посла в Папской области и собирателя древностей, который стал его покровителем и с которым Панофка оставался до возвращения герцога в Париж в 1828 году. Когда в 1829 году «Гиперборейцы» были преобразованы в Археологический институт в Риме, Панофка стал секретарём новой организации, разместившейся в Париже. По приезде в Рим провёл в общей сложности четыре года в путешествии по Италии и Сицилии.
Панофка отправился в южную Италию, где принял участие в сборе древних артефактов для Национального музея в Неаполе (в том числе лично руководил раскопками в Ноле), в частности, занявшись каталогизацией ваз и скульптур музея. По возвращении в Париж он опубликовал научную работу о древнегреческих вазах под заглавием «Разыскания о подлинных названиях греческих ваз» (фр. Recherches sur les véritables noms des vases grecs). В 1836 году был избран в академики Берлинской академии и перешёл на работу в Королевский музей в Берлине, где благодаря своим знаниям в области древнегреческих ваз в итоге получил назначение куратором коллекции ваз. Несмотря на усиливающуюся глухоту, Панофке удалось опубликовать в 1842 году работу «Терракоты Королевского музея в Берлине» (нем. Terracotten des königlichen Museums zu Berlin) и филологическое исследование об африканских корнях дельфийского культа в 1849 году. Он стал профессором археологии в Берлинском университете в 1844 году и в 1856 году, за два года до смерти, стал хранителем коллекции ваз музея. Скончался в Берлине в возрасте 58 лет.
Современная наука считает труды Панофки чрезвычайно субъективными и не свободными от многочисленных ошибок, однако содержащими и некоторые опережающие время прозрения, а в историческом плане заложившими основы ряда важных исследовательских направлений.